# Veja (zapatillas)
Veja es una compañía francesa que produce en Brasil zapatillas ecológicas de comercio justo. 
La compañía fue creada en 2004 por dos franceses tras un viaje de un año dedicado al desarrollo sostenible.  
Veja trabaja en Brasil directamente con cooperativas de productores de algodón orgánico y en Amazonia con siringueros (sangradores de los árboles de caucho) para luchar contra la deforestación. Las zapatillas son producidas en una fábrica al sur de Brasil que ofrece buenas condiciones de trabajo.
En Francia, Veja trabaja con una asociación de integración por el trabajo, Atelier Sans Frontières, que se encarga del almacenaje y de los pedidos.